# Anthurium pichinchae
Anthurium pichinchae är en kallaväxtart som beskrevs av Adolf Engler. Anthurium pichinchae ingår i släktet Anthurium och familjen kallaväxter. Inga underarter finns listade.